# Venzo Vannini
Venzo Vannini, (nacido el 17 de octubre de 1914 en Bolonia, Italia y fallecido el 2 de noviembre de 1998 en la misma ciudad) fue un jugador y entrenador de baloncesto italiano. Fue medalla de plata con Italia en el Eurobasket de Suiza 1946.

## Trayectoria
- Virtus Pallacanestro Bologna (1932-1952)

## Palmarés
- LEGA: 4

Virtus Pallacanestro Bologna: 1945-1946, 1946-1947, 1947-1948, 1948-1949